# Евроазијски економски савез
Евроазијски економски савез (скраћено ЕАЕС или ЕЕС; рус. Евразийский экономический союз, кирг. Евразиялык экономикалык биримдик) је заједница држава са политичком, економском, војном, царинском и хуманитарном сарадњом на подручју Евроазије. Чланице ове уније су Русија, Белорусија, Казахстан, Јерменија и Киргистан. Евроазијски економски савез је званично успостављен 1. јануара 2015. године.
ЕАЕС се такође преводи као Евроазијска економска унија (скраћено ЕАЕУ или ЕЕУ)

## Историја
Идеју о формирању заједнице држава, веома сличне Европској унији, изнео је у јавност октобра 2011. премијер Русије, Владимир Путин, али је њено формирање први пут предложио председник Казахстана, Нурсултан Назарбајев, у говору на московском универзитету 1994.
Дана 18. новембра 2011, председници Русије, Белорусије, Казахстана и Узбекистана потписали су уговор, којим се поставља циљ успостављања Евроазијске уније 2015. Уговор је укључио мапу пута будуће интеграције и успоставио је Евроазијску комисију (сличну Европској комисији) и Евроазијски економски простор, који је отпочео са радом 1. јануара 2012.

## Државе чланице
При формирању Евроазијског економског савеза 1. јануара 2015. године, у њен састав су ушле три државе чланице као оснивачи: Русија, Белорусија и Казахстан. За Јерменију је одређено да званично постане чланица уније дан касније, 2. јануара, а Киргистан је примљен у чланство 21. маја 2015.
Тренутне чланице су:
- Белорусија (од 1. јануара 2015. год.).
- Казахстан (од 1. јануара 2015. год.).
- Русија (од 1. јануара 2015. год.).
- Јерменија (од 2. јануара 2015. год.).
- Киргистан (од 21. маја 2015. год.).

## Кандидати за чланство
Кандидат за чланство у савезу је и Таџикистан. Као могући кандидати за улазак у Евроазијски економски савез помиње се још и Узбекистан.
- Таџикистан – Таџички председник Емомали Рахмон у 2014. години, изјавио је потребу да студирају економску базу и правне инструменте евроазијске економске уније, са циљем могућег будућег уласка у нове интеграције удружења.

## Зона слободне трговине
- Вијетнам (од 25. маја 2015. год.).
- Србија (споразум на снази од 1. октобра 2019, потписан 25. октобра 2019. год.)

### У преговорима
- Египат и ЕАЕС договорили су се о успостављању зоне слободне трговине 27. маја 2015.[8]
- Тајланд (1. априла 2016 год. започели преговори о зони слободне трговине)[9]

## Кандидати
- Кина
- Европска унија
- Тунис (У Тунису власти су изразили жељу да се успоставе зону слободне трговине са евроазијском економском унијом)
- Сирија (Чланство се за сада не разматра, већ стварање слободне трговине)
- Индија
- Иран
- Пакистан
- Турска
- Израел (изразио жељу да успостави зону слободне трговине)
- Монголија (изразила жељу да успостави зону слободне трговине)

## 2010. година
Када је у јулу 2010. године ступио је на снагу споразум о успостављању царинске уније у оквиру Евроазијске економске заједнице, у децембру исте године на самиту Царинске уније ЕАЕУ, постигнут је договор о формирању Евроазијске економске уније, на основу заједничког економског простора Белорусије, Казахстана и Русије.

## 2011. година
9. октобра шефови евроазијске економске заједнице договорили о приступању Киргистана у Царинску унију Русије, Белорусије и Казахстана 18. новембра у Москви.
Руски председник Дмитриј Медведев, председник Белорусије Александар Лукашенко и председник Казахстана Нурсултан Назарбајев потписали документе за следећу фазу интеграције:
- Декларација евроазијске економске комисије
- Уговор о евроазијске економске комисије
- Прописи евроазијске економске комисије

Декларација Евроазијске економске интеграције говори о преласку од 1. јануара 2012. на следећи интеграциони корак - у заједнички економски простор, на основу норми и принципа Светске трговинске организације и отворени у било којој фази њеног формирања до приступање других држава. Крајњи циљ - је стварање евроазијске економске уније у 2015. години. Тренутно је нацрт новог основног документа - уговор о евроазијске економске уније. Уговор би требало да буде припремљен до 1. маја 2014. године

## 2012. година
Од 2012. три земље Царинске уније почеле су да раде на заједничком економском простору (ЦЕС), она је формирана да створи услове за стабилан и ефикасан развој привреда уговорних страна и подизање животног стандарда становништва. Споразуми пуну интеграцију Царинске уније, усвојени су 18. новембра 2011. године, а почели су са радом у јулу 2012. године.
У фебруару 2012. године, председник Државне думе Сергеј Наришкин је рекао да је након успостављања царинске уније и заједничког економског простора, наводи партнери намеравају да наставе са стварањем националног евроазијског парламента -царинске уније и заједничког економског простора који ће бити основан за формирање будуће Евроазијске уније.
Дана 20. мартa Наришкин је рекао да је "евроазијска међупарламентарна скупштина, та која ће заменити интерпарламентарне скупштину Евроазијске економске уније, треба да развију законе на основу основних правних односа, и на крају постане пуноправни Евроазијски парламент", "обдарен законодавне и надзорне области сличним Европском парламенту и формирана на основу непосредних демократских избора "
Дана 17. маја Наришкин је рекао да Русија, Белорусија и Казахстан су организовали радну групу за формирање парламента будуће евроазијске уније, да промовише ову иницијативу у Минску и Астани и ту се придружила председавајућа Савета Федерације Валентина Матвијенко.
19. децембар 2012, саветник председника Русије Сергеј Глазиев изјавио је да увођење јединствене валуте у оквиру Евроазијске економске уније разговарано неколико пута, али није позитивна одлука, он је дао следећу изјаву:
У оквиру Царинске уније природно јавља доминација рубље,
ако се изузме долар и евро, који је још у току прорачуни у великој мери на енергији, тежина рубље у међусобној трговини три земље изоноси око 90%.

## 2013. година
Дана 3. септембра након разговора на највишем нивоу председника Русије и Јерменије, председник Јерменије Серж Саргасијан објавио одлуку своје земље да се придружи Царинској унији.
16. септембар председник руске Државне Думе Одбора за ЗНД послове, евроазијске интеграције и везе са сународницима Леонид Слутски, говорећи на конференцији за новинаре, поново је најавио планове о оснивању евроазијског парламента, положај који према речима званичника, треба да буду укључени у Споразум о Евроазијској економској унији
Дана 21. октобарa током посете Русији, потпредседник Владе Сиријске владе Кадрил Џамил рекао је намера његове земље да се придружи Царинске уније, наглашавајући да земља већ прикупили све потребне документе
1. октобар, на самиту земаља чланица Царинске уније, председник Казахстана Нурсултан Назарбајев предложио да се распусти евроазијску економску заједницу и да прихвати Турску. Према његовим речима, проводим време у иностранству, он је често чује забринутост да "ми стварамо Совјетског Савеза, или нешто за Русију." "Можда Турску велику земља, и разговор завршен", — Назарбајев је предложио председницима Русије и Белорусије.

Дана 11. новембра, Русија и Казахстан потписали су споразум о добросуседству и савезу у XXI веку, који поставља темеље будућег стратешког партнерства између две земље.